# Sile
Sile va ser una ciutat cananea del sud de Palestina, al Sinaí. Va ser destruïda pels habiru al segle xiv aC.
Se sap el nom de dos reis o governadors, Turbazu i Yaptihadda. Després probablement va ser una fortalesa de l'est d'Egipte que defensava el límit oriental a la regió del Sinaí situada a l'inici del Camí d'Horus, que unia l'antic Egipte amb Àsia i portava des de Suez a la ciutat de Rafah, a Gaza. El nom egipci de la ciutat era Tjaru, o Zaru, Taru, Tharo o Dyaru i Sile n'era el seu nom grec. Va ser la capital del nomós XIV del Baix Egipte (Khenty-abt, El més oriental).
Es fa referència dues vegades a Sile en una de les Cartes d'Amarna, la numerada EA 382. Aquestes cartes recullen la correspondència entre Egipte i les seves possessions, aliats o reis hostils entre els anys 1350 aC i 1335 aC. La carta EA 382 parla de Turbazu, suposadament rei o governador de Sile, i es diu que ha "...mort a la porta de la ciutat de Sile." També es diu que uns altres dos governadors van ser assassinats a la porta de la ciutat. L'assassinat de Turbazu també s'explica en una altra carta, la EA-355.
Una estela trobada a Karnak fa referència al Decret del faraó Horemheb, on diu que desfigurarà i desterrarà a Sile als funcionaris que siguin trobats culpables de corrupció, incloent-hi requises de vaixells i esclaus, robatori de ramats, taxes il·legals als grangers privats, establiment de taxes fraudulentes, extorsió de caps locals per oficials reials encarregats d'organitzar la visita anyal del rei al festival Opet.
Seti I abans de ser proclamat faraó l'any 1291 aC va ser comandant militar de Tjaru o Sile. Els assiris van guanyar a Sile la batalla que l'any 671 aC els va entregar el país. Els romans consideraven molts bons els vins que es feien a la regió del llac de Menzalah i en especial al districte de Sile.
S'han trobat restes a Tell Abu Safa (o Tell Abu Safya) i a Tell Habwa, a uns 15 km al nord-est d'Al-Kantarah o Al-Qantara (Al-Qantara el-Sharqiya i Al-Qantara el-Gharbiya, a l'est de Qantir –l'antiga Pi-Ramsès- i de Tanis i al sud-est de Pelúsion), entre elles una fortalesa faraònica del temps de Seti I, que cobreix un ample espai amb gran nombre de torres, juntament amb magatzems, cases i centenars de peces antigues i segells de Tuthmosis III, Ramsès II i altres.
Després de l'any 1999 es va excavar la regió per un equip multidisciplinari; a 10 km a l'est de Qantara Sharq, a Tell el-Borg, es va trobar un assentament militar format per dos forts que protegien la ruta militar que portava a Tjaru (Sile), anomenats Hebua I i Hebua II, a 5 i 3 km respectivament; la zona dels forts estava separada de les àrees residencial i funerària per una branca del Nil (braç Pelusiac) o per un canal del llac Ballah. El 2007 es va trobar una rasa que aparentment rodejava l'àrea, mostrant que era un lloc molt ben defensat.